# Hey Man (Now You're Really Living)
Hey Man (Now You're Really Living är en sång och singel av gruppen Eels från USA. Singeln är den första från albumet Blinking Lights and Other Revelations. Till låten spelades även hemtillverkad musikvideo in som finns med på dvdutgåvan av Eels with Strings: Live at Town Hall.
Singeln släpptes den 16 maj 2005 i Storbritannien, 22 mars på Itunes och 9 maj i övriga världen.

## Låtlista

### Brittiska CD-versionen
1. Hey Man (Now You're Really Living)
2. The Bright Side (tidigare outgiven)
3. Love of the Loveless (live)

### Brittiska 7"
1. Hey Man (Now You're Really Living)
2. After the Operation (tidigare outgiven)

### Amerikanska Itunesversionen
1. Hey Man (Now You're Really Living)
2. After the Operation
3. The Bright Side
4. Love of the Loveless

### Internationell CD
1. Hey Man (Now You're Really Living)
2. After the Operation
3. The Bright Side
4. Love of the Loveless